# 孫履元
孫履元，清朝政治人物。
嘉慶十四年，接替蕭瑾。署任江蘇荆溪縣知縣。后由赵曾接任。